# Túcume (district)
Túcume is een distrito van de Lambayeque-provincia, in de gelijknamige regio van Peru. Het bestuurlijk centrum is de gelijknamige plaats Túcume.
Het is de locatie van de piramiden van Túcume.

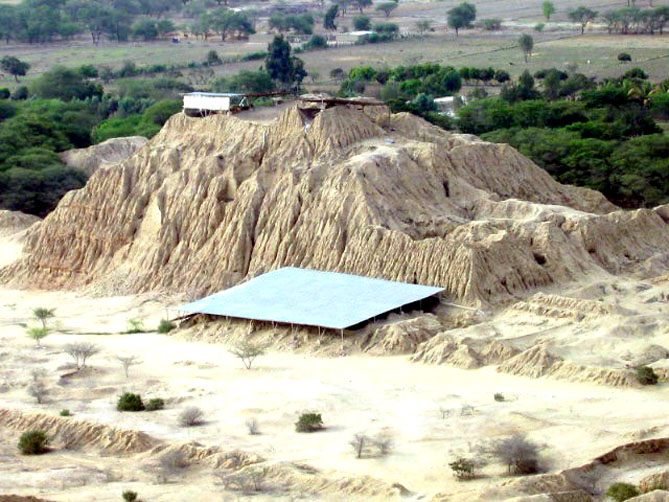
Geërodeerde stenen piramide in Túcume

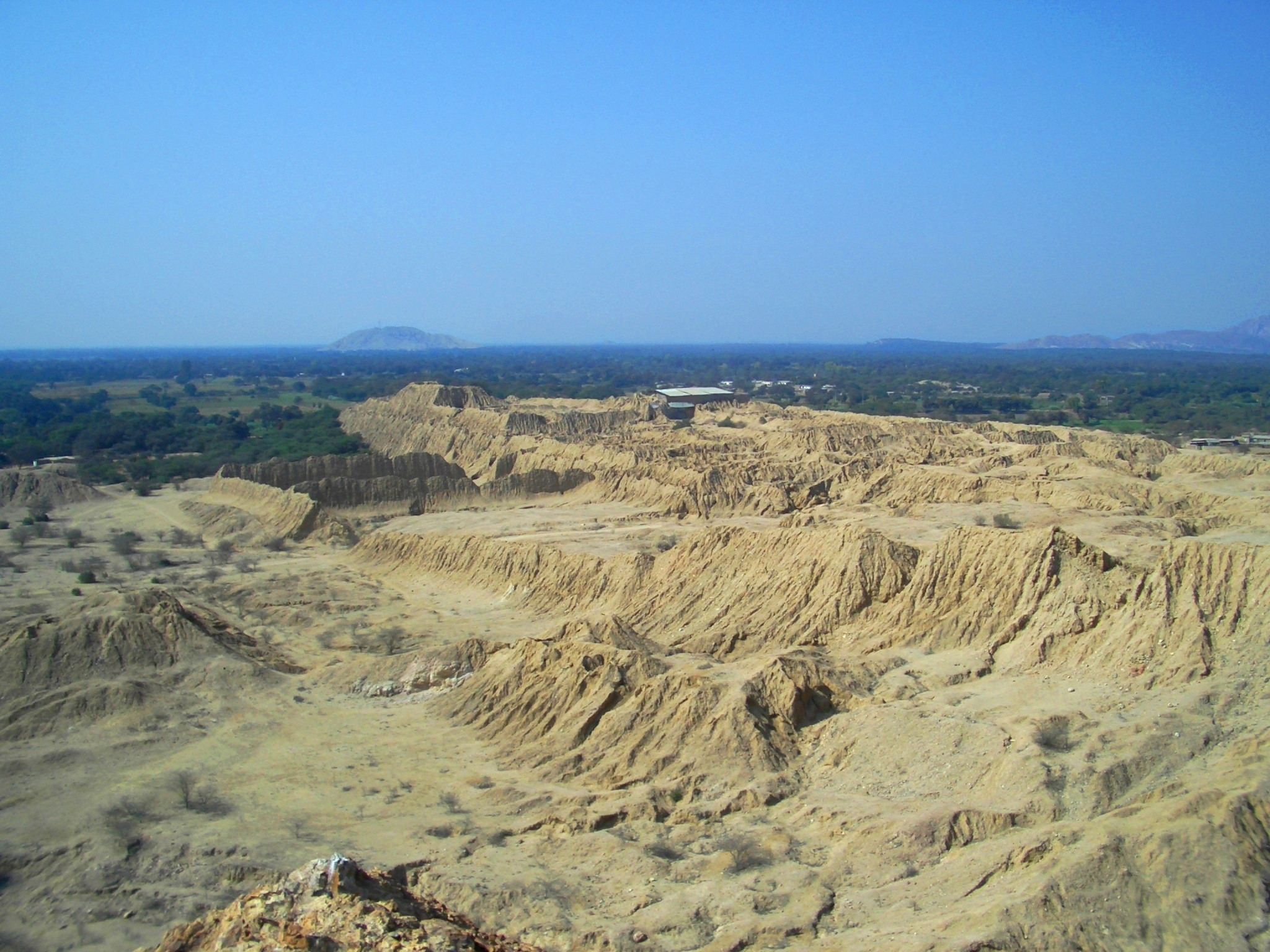
Geërodeerde stenen "piramide" (Huacas) in Túcume